# Friedrich Karl Forberg
Friedrich Karl Forberg (30 tháng tám 1770, Meuselwitz – 1 tháng một 1848, Hildburghausen) là một triết gia và nhà học giả cổ điển người Đức.

## Tiểu sử
Sinh năm 1770 tại Thuringia, Forberg theo học Karl Leonhard Reinhold tại Jena. Năm 1791, ông du hành tới Klagenfurt, sau đó viết lại cho Reinhold rằng vẫn còn có nhiều sự đồng cảm cho cách mạng Pháp, và viết cho những người theo trường phái Immanuel Kant rằng các thiếu nữ trẻ tuổi của Klagenfurt đã thay thế các quyển kinh cầu nguyện của học bằng những bài viết của Kant (được bọc một cách tử tế bằng màu đen).

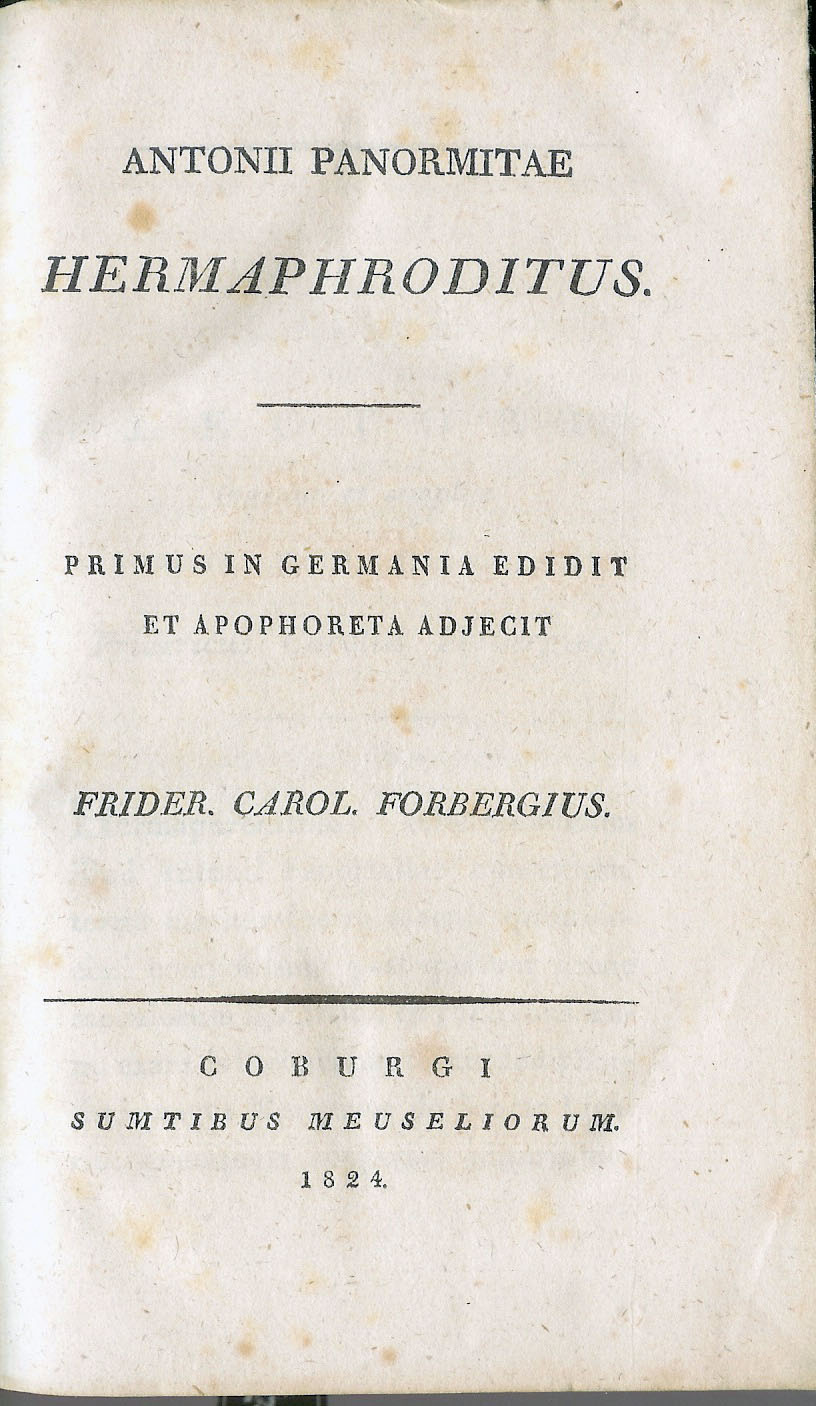
Hermaphroditus (1824), trang tiêu đề.

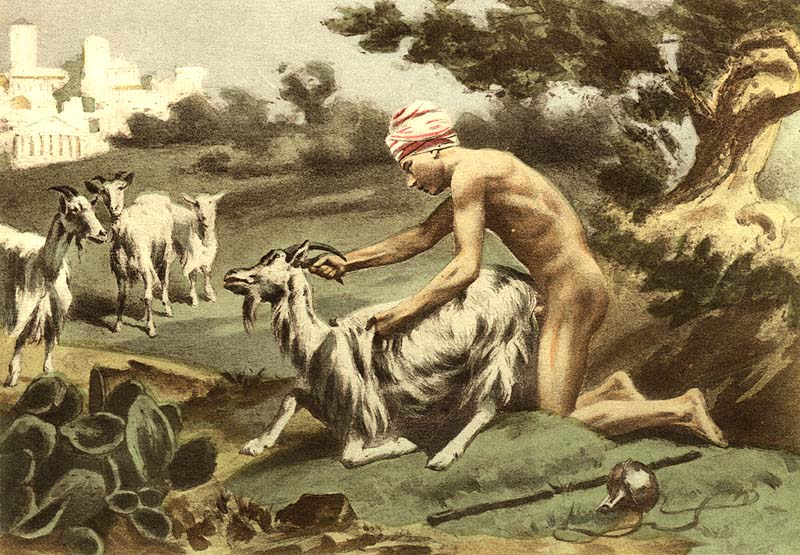
Plate XVII bởi Édouard-Henri Avril cho một ấn bản De Figuris Veneris của Forberg

Ông từng là hiệu trưởng tại Saalfeld/Saale. Từ năm 1801 đến năm 1826 ông đảm nhiệm chức Giám đốc của Thư viện Bang Sachsen. Các tác phẩm triết học của ông ít được biết đến hơn so với ấn bản năm 1824 một chuỗi những bài thơ dâm đãng cũng của ông, viết bằng tiếng Latinh thời Phục hưng, Hermaphroditus bởi Antonio Beccadelli. Ấn bản này kèm theo nhận xét sâu rộng của Forberg, trong đó ông lập ra một loại danh mục và tuyển tập các mô tả về hành động tình dục và tư thế trong văn học cổ điển và sau này.
Bài viết của Forberg liên quan đến tôn giáo và tác động của nó đối với đạo đức đã khởi nguồn cho Cuộc tranh luận về Chủ nghĩa vô thần, dẫn đến việc giáo sư Johann Gottlieb Fichte bị sa thải khỏi vị trí giảng dạy của mình.

## Các tác phẩm
- 1796 (khuyết danh) Fragmente aus meinen Papieren
- 1797 "Briefe über die neueste Philosophie", trong Philosophisches Journal
- 1798 "Entwickelung des Begriffs der Religion", trong Philosophisches Journal
- 1802 Von den Pflichten des Gelehrten
- 1824 Antonii Panormitae Hermaphroditus
  - Bản giải nghĩa cho các bài thơ được biết đến nhiều hơn như là một tác phẩm riêng biệt dưới tiêu đề De figuris Veneris, được dịch theo nhiều cách khác nhau như: Cẩm nang về khiêu dâm học cổ điển (Manual of classical erotology, Manuel d'érotologie classique hoặc Manual de erótica clásica), ấn bản của Luis Parra y José M. Ruiz, Ediciones Clásicas, Madrid 2007
- 1840 Lebenslauf eines Verschollenen